# Османоглу, Харун
Харун Осман Османоглу (тур. Harun Osman Osmanoğlu; род. 22 января 1932, Дамаск) — 46-й глава Дома Османов, правнук султана Абдул-Хамида II.

## Биография
Родился 22 января 1932 года в Дамаске в семье шехзаде Мехмета Абдулкерима-эфенди и его жены Нимет Ханым. У него был старший родной брат, шехзаде Дюндар (1930—2021). Его родители развелись в том же году и Харун остался жить с матерью и старшим братом в Сирии, а его отец уехал в Нью-Йорк, где и скончался в 1935 году.
В 1974 году вместе со своей семьёй вернулся в Турцию и стал проживать в Стамбуле.
18 января 2021 года после смерти старшего брата Дюндара стал главой династии. В телефонном разговоре с президентом Турции Реджепом Эрдоганом, который выразил Харуну соболезнования, Харун Османоглу сказал, что «всегда молится за него».

## Семья
Женат на Фаризет Ханым (род. 1947), у пары два сына: шехзаде Орхан (род. 1963) и шехзаде Абдул-Хамид (род. 1979), а также одна дочь Нурхан-Султан (род. 1973).